# Cañada de Ramírez
La Cañada de Ramírez, perteneciente al municipio de Numarán, es una población que se encuentra en el norte del estado de Michoacán. Se localiza en las coordenadas 20°17'50" de latitud norte y 101°57'48" de longitud oeste. Tiene una altitud de 1.700 m s. n. m. Su distancia a la cabecera municipal es de 6.7 km., y se comunica con ella por la carretera La Piedad-Carapan.

## Demografía
Cuenta con una población de 1,366 habitantes, por lo que es considerada la 2.ª población más grande seguida de la cabecera municipal de cuales 604 son masculinos y 762 femeninas. En 1995 su población era de 1950 habitantes, su baja debido a la emigración hacia el país fronterizo.

## Actividad económica
Su principal actividad económica es la agricultura, que se basa la mayor parte en la producción de maíz, trigo, sorgo, alfalfa, y en menor porción legumbres; la mayor parte en la región bajío y parte del ejido en el estado de Guanajuato. El comercio es otro de los principales recursos económicos y anteriormente contaba con una microempresa que fabricaba baleros y retenes.
Además La Cañada de Ramírez es conocido porque las amas de casa dedican parte de su tiempo al tejido de rebozos, desde generaciones ya pasadas.

## Sanidad
La Cañada de Ramírez cuenta con el servicio del Instituto Mexicano del Seguro Social IMSS, quien abrió instalaciones en 1991, y atiende personas de otras comunidades como Japacurio, Unión de Gpe., e incluso de la cabecera municipal. Existen 3 farmacias, así como un consultorio médico privado.

## Equipamientos educativos
Cuenta con un kínder de educación preescolar ("Benito Pérez Galdós"), una escuela primaria federal ("18 de marzo") y una de estudio medio telesecundaria ("20 de noviembre").

## Cañadenses famosos en la historia
Algunos de los personajes famosos con que cuenta son el dueto "Las Jilguerillas", con más de 50 años de carrera artística, reconocimientos, actuación en películas mexicanas con actores de la talla de Vicente Fernández, Jorge Vargas, Antonio Aguilar, entre otros.
Otro de los personajes es don Ramiro Ramírez Ramírez, actor de televisión; participó en más de 30 películas mexicanas, y en telenovelas de la empresa Televisa. Perteneció a la primera compañía del Ballet Folklórico Nacional de Bellas Artes, dirigido por Amalia Hernández. Falleció el 22 de junio de 2014.
Otra personalidad fue el profesor Alberto Arroyo Castro quien, aparte de formar parte fundamental en la gran instrucción de la población de la cual era oriundo, fue un gran innovador ya que formó parte fundamental para el progreso de la misma logrando llevar la instalación eléctrica tanto a la población como para el riego agrícola dotando de molinos para la molienda de niztamal en la región. Construyó con la ayuda de la comunidad y alumnado la primera escuela primaria donde operó con gran entusiasmo y donó el terreno para la construcción de la última escuela que aún esta activa. Llevó, para la distracción y recreación de todos, el cine de fin de semana, donde se proyectaron gran número de películas mexicanas que dieron mucha satisfacción a la población y en su domicilio viendo las necesidades de la misma creó una huerta de árboles frutales de naranjos, mandarinos, guayabos, higos, mísperos, sidros, lima, limón, naranja agria, mora, granada e injertos de naranjalima y naranjo sin semilla en fin una gran variedad de frutos que mientras duró fue degustado por la población. Además viendo la carencia de producto lácteo en la población doto de 6 vacas lecheras suizas que cubrieron con suficiencia las necesidades requeridas. En fin fue un gran hombre para el desarrollo actual de Cañada de Ramírez. 
Además de esto, la Cañada de Ramírez cuenta con dos bandas musicales de estilo sinaloense: "Banda CR La Mas Potente" y "Banda La Guarecita" , y dos grupos norteños "Escuadrón Norteño" y "Cañadense Bandeño" además de un grupo de estudiantina: "Distinto Amanecer".

## Deporte
Cuenta con una cancha deportiva, de las mejores de la región, con equipos como "Real Cañada, el equipo actualmente campeón del torneo de Semana Santa 2016, 2017 San José". También cuenta con una cancha de baloncesto. Desde hace más de 60 años, se organiza un evento deportivo: "Semana Santa", torneo que se realiza con la visita de equipos extranjeros desde S.L.P., Guadalajara., México DF. León Gto., y es reconocido en toda la región.

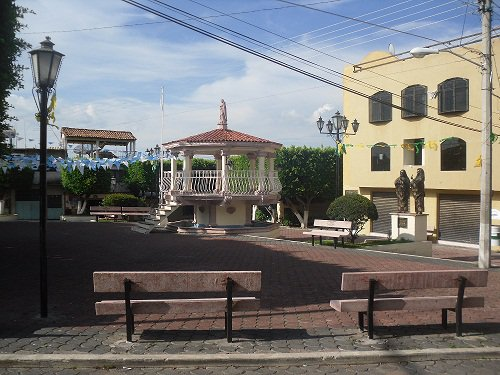
Plaza y Kiosco Principal de Cañada de Ramírez.

## Monumentos
Sus atractivos son la plaza principal proyectada por el Arq. Alberto Arroyo Ramírez oriundo del lugar donde se encuentra un monumento al dueto "Las Jilguerillas", y la Iglesia del Señor San José. A la entrada se encuentra un arco principal que da la bienvenida a todo visitante. La Cañada de Ramírez en un centro agricultor muy productivo y es parte del bajio ya que su desarrollo mayor está ubicado en terrenos de la antigua Hacienda de la Estancia del estado de Guanajuato.